# Krzeszów (gmina)
Krzeszów – gmina wiejska w powiecie niżańskim województwa podkarpackiego. W latach 1975–1998 gmina należała do województwa tarnobrzeskiego.
Siedziba gminy to Krzeszów.

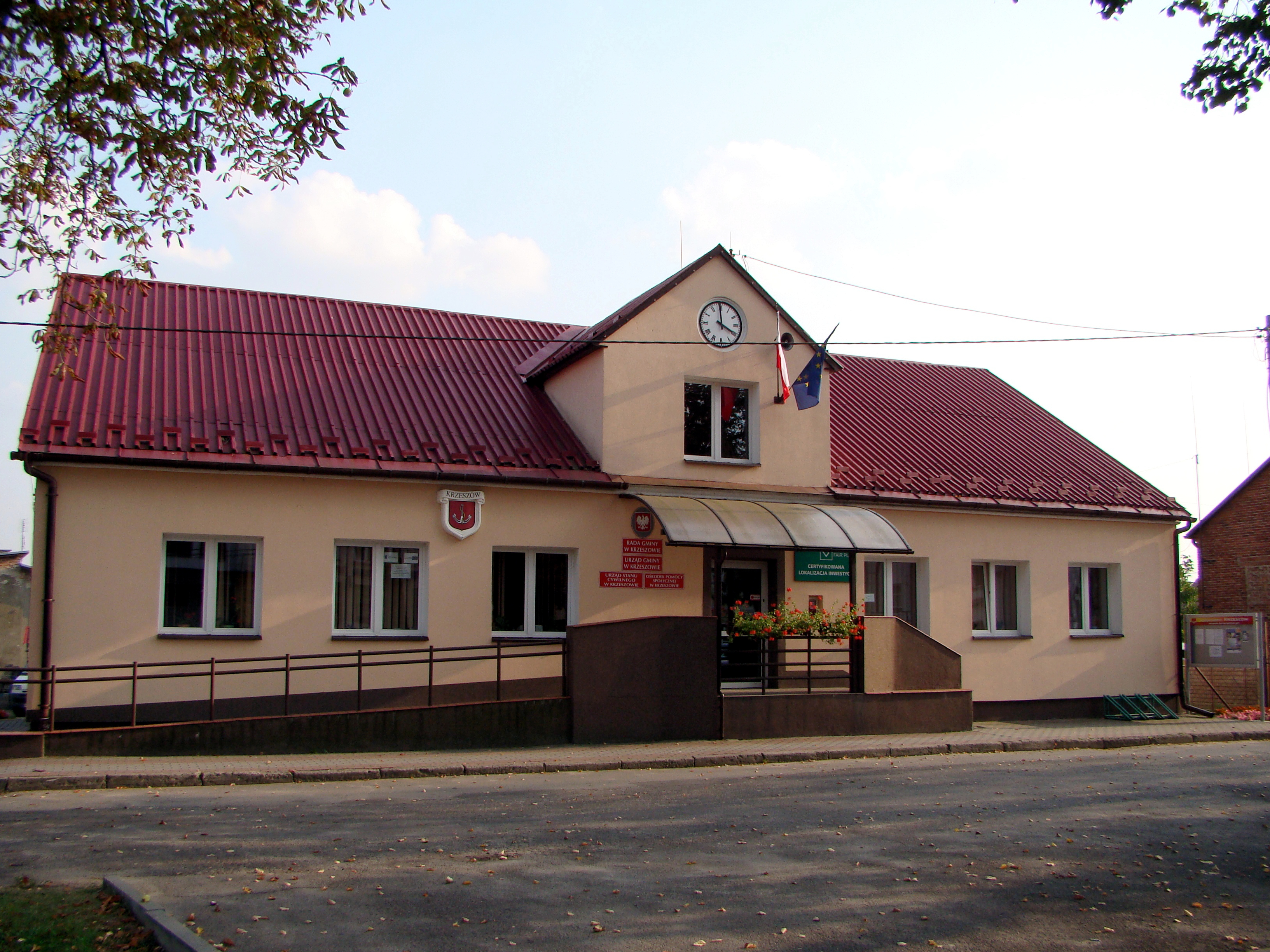
Budynek Urzędu Gminy Krzeszów

Według danych z 31 grudnia 2020 gminę zamieszkiwało 4228 osób.

## Historia
Gmina Krzeszów została utworzona w ramach carskiej reformy administracyjnej 1867 roku jako jedna z 14 gmin powiatu biłgorajskiego guberni lubelskiej Królestwa Polskiego. 13 stycznia (1 stycznia według kalendarza juliańskiego) 1870 do gminy przyłączono pozbawiony praw miejskich Krzeszów.
Po odzyskaniu przez Polskę niepodległości w 1918 gmina znalazła się w powiecie biłgorajskim województwa lubelskiego.
Według stanu na 30 września 1921 gmina Krzeszów obejmowała miejscowości Bystre, Działy, Jasiennik Stary, Kamionka, Krzeszów, Krzeszów Dolny, Krzeszów Górny, Kustrawa, Łazów, Łazy Malennickie, Łazy Naklickie, Malennik, Nowa Wieś, Podolszynka Księżówka, Podolszynka Plebańska, Podolszynka Ordynacka, Sygiełki i Zamczysko. Gmina liczyła 6387 mieszkańców.
W reformie administracyjnej 1954 roku dotychczasowa gmina została podzielona na gromady Krzeszów, Bystre i Krzeszów Górny. 1 stycznia 1956 gromady Bystre i Krzeszów przeniesiono do nowo utworzonego powiatu leżajskiego w województwie rzeszowskim.
Gmina Krzeszów została odtworzona w kolejnej reformie administracyjnej 1 stycznia 1973 w powiecie leżajskim województwa rzeszowskiego. Poza granicami odtworzonej gminy pozostały miejscowości Krzeszów Górny i Nowa Wieś (w gminie Harasiuki) oraz Malennik i Jasiennik Stary (w gminie Potok Górny) w powiecie biłgorajskim. W jej granicach znalazła się natomiast Koziarnia, po prawej stronie Sanu, a należąca historycznie do Galicji i powiatu niżańskiego. Skład gminy Krzeszów objął inicjalnie 9 sołectw: Bystre, Kamionka, Koziarnia, Krzeszów, Krzeszów Dolny, Kustrawa, Łazów, Podolszynka Ordynacka i Sigiełki.
W kolejnej reformie administracyjnej 1 czerwca 1975 gmina Krzeszów została włączona do województwa tarnobrzeskiego.
1 września 1977 gmina Krzeszów została zniesiona, a jej obszar włączono do gminy Rudnik.  Na mocy rozporządzenia ministra administracji, gospodarki terenowej i ochrony środowiska z 13 października 1981 r.  gmina Krzeszów została przywrócona, powiększona o wieś Podolszynka Plebańska z gminy Harasiuki.
W ostatniej, jak dotąd, reformie administracyjnej 1 stycznia 1999 gmina Krzeszów została włączona do powiatu niżańskiego województwa podkarpackiego.

## Struktura powierzchni
Według danych z roku 2002 gmina Krzeszów ma obszar 62,38 km², w tym:
- użytki rolne: 82%
- użytki leśne: 6%

Gmina stanowi 7,94% powierzchni powiatu.

## Demografia

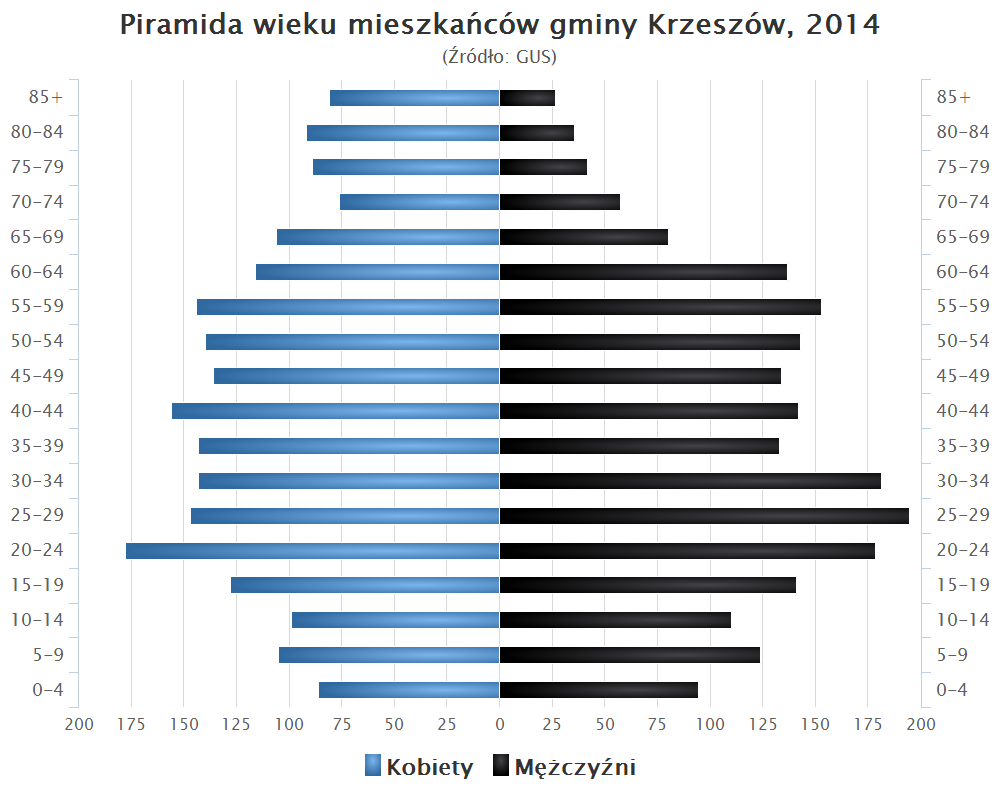
Piramida wieku mieszkańców gminy Krzeszów w 2014 roku

Liczba ludności (dane z 31 grudnia 2020):
|        | Ogółem | Ogółem | Kobiety | Kobiety | Mężczyźni | Mężczyźni |
| osób   | %      | osób   | %       | osób    | %         |           |
| ------ | ------ | ------ | ------- | ------- | --------- | --------- |
| Ogółem | 4228   | 100    | 2134    | 50,47   | 2094      | 49,53     |
| Miasto | 0      | 0      | 0       | 0       | 0         | 0         |
| Wieś   | 4228   | 100    | 2134    | 50,47   | 2094      | 49,53     |

▶Wieś vs ▶miasto
Ogółem (▶k, ▶m)
Wieś (▶k, ▶m)

## Sołectwa
Bystre, Kamionka Dolna-Kamionka-Kolonia, Kamionka Górna, Koziarnia (sołectwa: Koziarnia I i Koziarnia II), Krzeszów, Krzeszów Dolny, Kustrawa, Łazów, Podolszynka Ordynacka, Podolszynka Plebańska, Sigiełki.

## Sąsiednie gminy
Harasiuki, Kuryłówka, Leżajsk, Nowa Sarzyna, Potok Górny, Rudnik nad Sanem, Ulanów